# Carsten Ramelow
Carsten Ramelow (* 20. března 1974 Západní Berlín) je bývalý německý fotbalista. Nastupoval především jako obránce nebo defenzivní záložník. V letech 1998–2004 hrál za německou reprezentaci, ve 46 zápasech vstřelil 3 branky. S národním týmem získal stříbro na mistrovství světa 2002, krom toho se zúčastnil i mistrovství Evropy 2000. S Bayerem Leverkusen si zahrál finále Ligu mistrů 2001/02. Hrál za něj v letech 1995–2008. Jediným dalším týmem, jehož dres oblékl, byla Hertha Berlín, v níž působil v letech 1991–1995.